# René Cassin

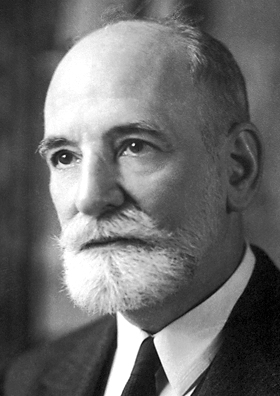
René Cassin

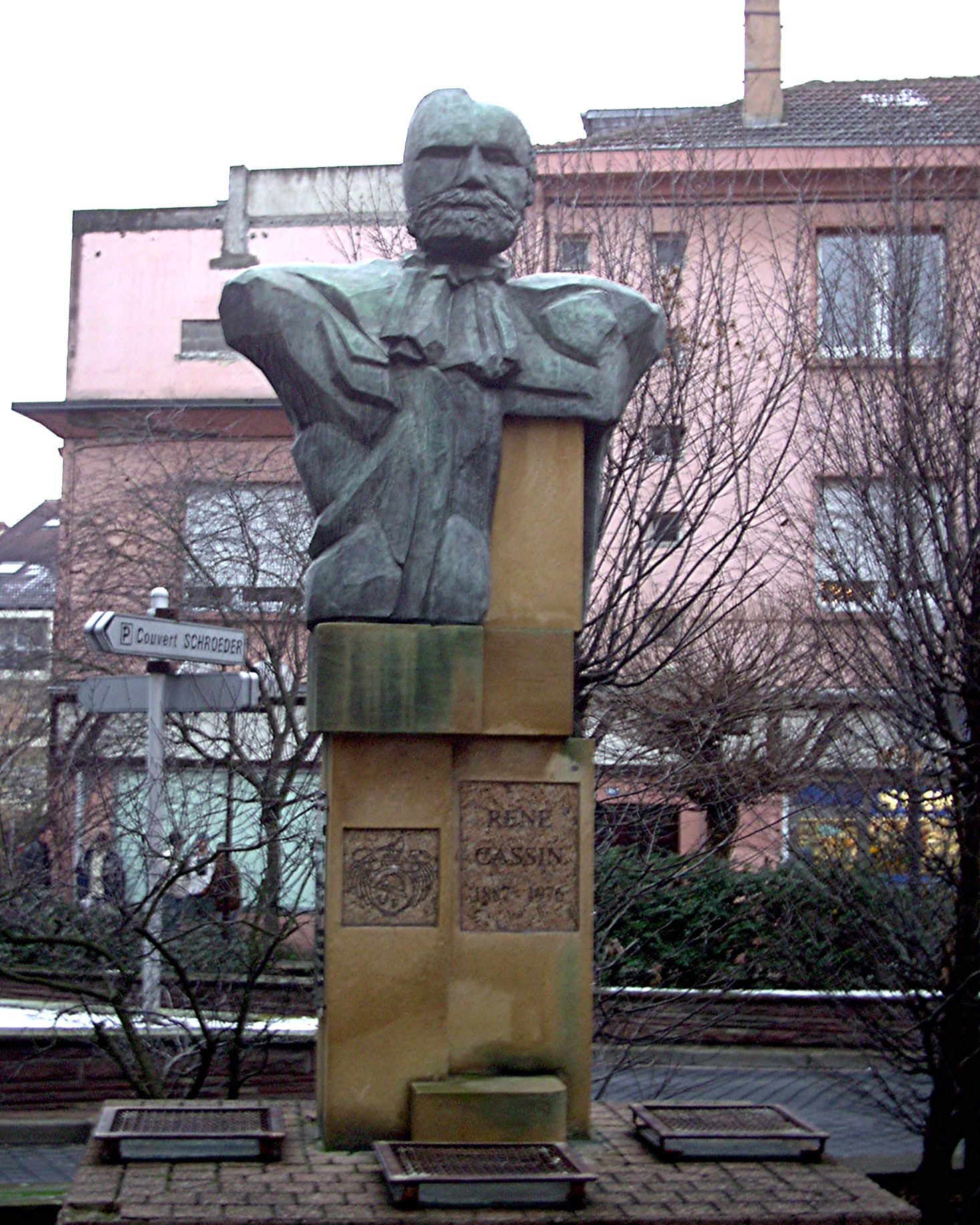
Đài tưởng niệm René Cassin ở Forbach, Pháp

René Samuel Cassin sinh ngày 5.10.1887 tại Bayonne, Pháp – qua đời ngày 20.2.1976 tại Paris, là luật gia, thẩm phán người Pháp và là giáo sư luật học của Đại học Lille, bắc Pháp, người đã được trao giải Nobel Hòa bình năm 1968 cho công trình soạn thảo Tuyên ngôn Quốc tế Nhân quyền, được Đại hội đồng Liên Hợp Quốc phê chuẩn ngày 10.12.1948.

## Tiểu sử
René Cassin là con của Azaria Cassin, một nhà buôn rượu vang gốc Do Thái. Sau khi tốt nghiệp bằng tú tài ở lycée Masséna tại Nice, ông học luật ở Aix-en-Provence và ở Paris. Ông đậu bằng cử nhân văn chương năm 1908, rồi bằng tiến sĩ luật, kinh tế và chính trị năm 1914, sau đó làm luật sư trong luật sư đoàn Paris.

### Chiến tranh thế giới thứ nhất
Cùng năm, ông bị động viên vào học trường sĩ quan dự bị. Mặc dù kết quả học tập xuất sắc, nhưng ông phục vụ như một binh nhì quân dịch.
Tháng 10 năm 1914, ông bị thương nặng ở bụng và chân trong Trận Saint-Mihiel, vì trúng một loạt đạn súng máy, được công nhận bị thương tật 65% và được cho giải ngũ. Từ đó, ông phải mang một dây đai quanh bụng suốt đời. Ông được thưởng Croix de guerre 1914-1918 (Chiến công bội tinh) với cành Cọ.

### Sau Chiến tranh thế giới thứ nhất
Năm 1916 ông bắt đầu dạy ở Phân khoa Luật học đại học Marseille. Đậu bằng thạc sĩ đại học năm 1920, ông trở thành giáo sư ở Đại học Lille, nơi ông giảng dạy cho tới năm 1929. Sau đó ông làm giáo sư luật ở Phân khoa Luật Paris, nơi ông giảng dạy cho tới khi qua đời năm 1976 - chỉ có một thời gián đoạn vì Chiến tranh thế giới thứ hai. Ông cũng giảng dạy ở Institut d'études politiques d'Aix-en-Provence (Viện nghiên cứu chính trị Aix-en-Provence).
Song song với việc giáo dục, ông cũng tham gia các tổ chức quốc gia và quốc tế. Năm 1917, ông sáng lập và làm chủ tịch đầu tiên của "Hôi liên hiệp cựu chiến binh và thương binh trong chiến tranh" (Union fédérale des anciens combattants et mutilés de guerre, UFAC), một hiệp hội cựu chiến binh lớn nhất của Pháp.

### Hội Quốc Liên
Là đại biểu của Pháp trong Hội Quốc Liên từ năm 1924 tới 1938, Cassin đã hối thúc để có sự tiến triển về giải trừ quân bị và phát triển các tổ chức để hỗ trợ giải quyết các xung đột quốc tế.

### Chiến tranh thế giới thứ hai
Ngày 23.6.1940, René Cassin lên tàu 'Ettrick của Anh ở Saint-Jean-de-Luz sang tham gia phong trào kháng chiến lưu vong của Charles de Gaulle ở London. Ông bị tòa án quân sự Clermont-Ferrand của chính phủ Vichy tước quốc tịch và kết án tử hình vắng mặt về tội phản quốc.

### Sau Chiến tranh thế giới thứ hai
Sau Chiến tranh thế giới thứ hai, René Cassin đảm nhiệm nhiều chức vụ công quyền: 
- Năm 1945, ông được thủ tướng Léon Blum cử làm đại biểu Pháp trong Hội nghị 43 quốc gia quyết định việc thành lập Tổ chức Giáo dục, Khoa học và Văn hóa Liên Hợp Quốc (UNESCO).
- Phó chủ tịch Hội đồng quốc gia từ năm 1944 tới năm 1960 (và chủ tịch danh dự từ năm 1961).
- Sáng lập Institut libre d'étude des relations internationales (Viện tự do nghiên cứu quan hệ quốc tế) ở Paris năm 1948.
- Đại diện Pháp ở Liên Hợp Quốc từ 1946 tới 1958.
- Năm 1954, ông làm chủ tịch Viện tự do nghiên cứu quan hệ quốc tế, và giữ chức này gần 20 năm.
- Làm chủ tịch Hội đồng lập hiến lâm thời năm 1958, ông công bố chính thức việc bầu tướng de Gaulle làm Tổng thống Pháp.
- Ông là đại biểu của Pháp trong Ủy hội châu Âu, phụ trách thúc đẩy chức năng pháp lý của Ủy hội, dựa vào Công ước châu Âu về Nhân quyền.

### Nhân quyền
René Cassin làm việc trong Ủy ban Nhân quyền của Liên Hợp Quốc và Tòa án Trọng tài thường xuyên (Permanent Court of Arbitration) ở Den Haag, Hà Lan.
Khi làm việc trong Ủy ban Nhân quyền của Liên Liệp Quốc, ông đã khởi xướng và soạn thảo phần lớn Tuyên ngôn Quốc tế Nhân quyền. Soạn lại từ một dự thảo của học giả người Canada và là giáo sư luật John Humphrey, Cassin đã rút gọn từ 46 điều cơ bản của dự thảo xuống còn 44 điều. Tuyên ngôn Quốc tế Nhân quyền, cuối cùng được Đại hội đồng Liên Hợp Quốc chấp thuận ngày 10.12.1948 gồm có 30 điều khoản về nhân quyền.
Từ năm 1959 tới 1965, ông là thành viên Tòa án Nhân quyền châu Âu. Từ năm 1965 tới 1968 ông làm chủ tịch tòa án này. Ngày nay trụ sở của Tòa án này nằm ở đường phố René Cassin tại Strasbourg.

## Giải thưởng và Vinh dự
- Croix de guerre 1914-1918 (Chiến công bội tinh) với cành Cọ
- Viện sĩ Viện hàn lâm Khoa học đạo đức và Chính trị Pháp (1947).
- Huân chương giải phóng (Pháp) hạng Compagnon
- Bắc Đẩu Bội tinh hạng nhất
- giải Nobel Hòa bình năm 1968
- Giải Nhân quyền của Liên Hợp Quốc năm 1968.
- Ngày 5.10.1987, trong dịp kỷ niệm 100 năm ngày sinh của ông, di hài của ông đã được đưa vào Điện Panthéon ở Paris (11 năm sau khi ông qua đời).
- Có khoảng gần 100 đường phố mang tên ông ở nhiều thành phố khắp nước Pháp
- Có hơn 60 trường học ở Pháp mang tên ông

## Một vài bài viết của René Cassin
- L'accord Churchill-de Gaulle|périodique=Revue de la France libre|numéro=29|année=juin 1950|lire en ligne=http://www.france-libre.net/temoignages-documents/temoignages/accord-churchill-degaulle.php Lưu trữ ngày 21 tháng 5 năm 2011 tại Wayback Machine
- Rauzan (Pierre Denis)|périodique=Revue de la France libre|numéro=46|année=mars 1952|lire en ligne=http://www.france-libre.net/temoignages-documents/temoignages/pierre-denis-rauzan.php Lưu trữ ngày 23 tháng 3 năm 2011 tại Wayback Machine
- Comment furent signés les accords Churchill - de Gaulle du 7 août 1940|périodique=Revue de la France libre|numéro=154|année=janvier-février 1965|lire en ligne=http://www.france-libre.net/temoignages-documents/temoignages/accords-churchill-de-gaulle.php Lưu trữ ngày 25 tháng 8 năm 2010 tại Wayback Machine